# Masku
Masku (tidigare skrevs namnet på svenska Masko) är en kommun i landskapet Egentliga Finland, 20 km norr om Åbo. Masku har cirka 9 612 invånare och en yta på 204,02 km².

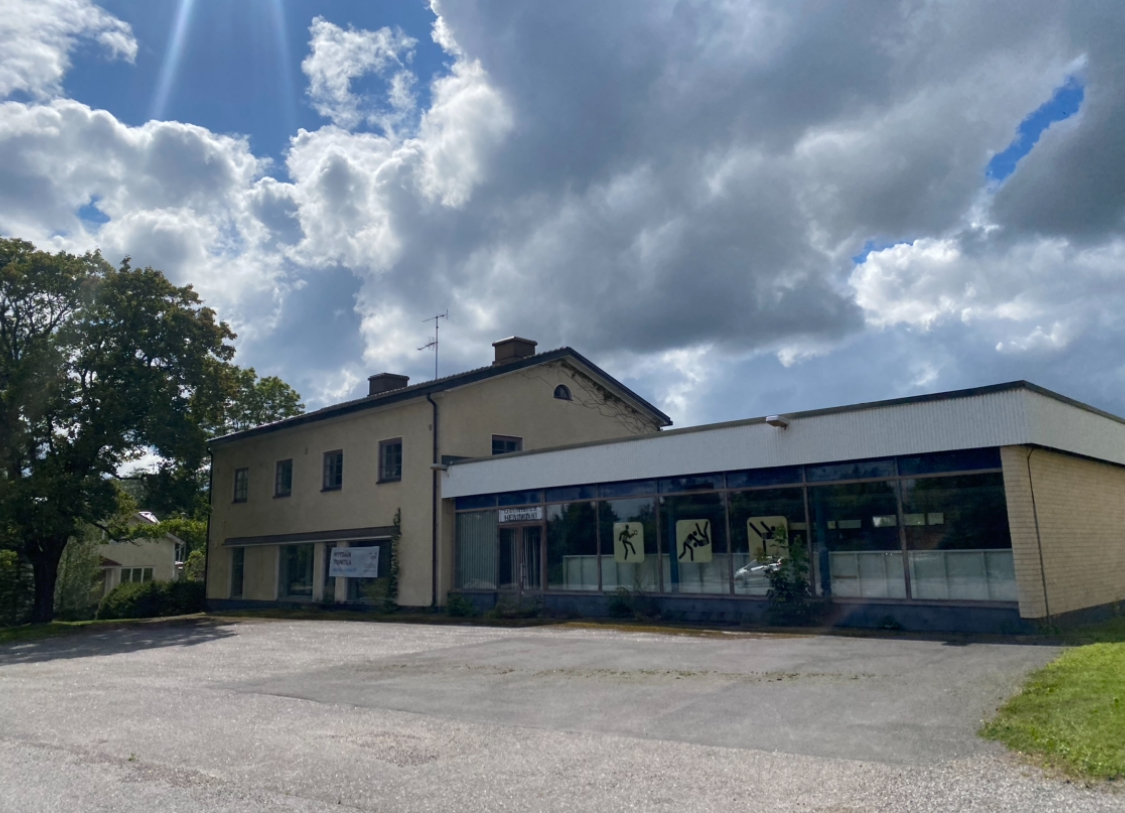
Affärslokal i Masko kyrkby.

Den 1 januari 2009 slogs Villnäs och Lemo ihop med Masku kommun. Masku hade före sammanslagningen cirka 5 930 invånare och en yta på 92,93 km².
Masku är enspråkigt finskt.
Sevärd i Masku är Masku kyrka. I kyrkbyn ligger också Masku museum och intill det ett rosarium. Historiskt betydande gårdar är Kankas (Kankainen) och Stenberga (Linnavuori).

## Politik

### Mandatfördelning i Masku kommun, valen 1976–2025
| 3 | 5 | 1 | 7 | 5 |

| 3 | 5 | 1 | 6 | 6 |

| 2 | 5 | 1 | 7 | 6 |

| 3 | 7 |  | 8 | 8 |

| 3 | 8 |  | 8 | 7 |

| 2 | 7 |  | 8 | 9 |

|  | 6 |  | 10 | 9 |

| 2 | 7 |  | 5 | 12 |

| 19 | 8 |

| 3 | 9 | 2 | 3 | 12 | 14 |

| 24 | 19 |

| 2 | 10 |  | 7 | 8 | 15 |

| 25 | 18 |

| 2 | 9 | 4 | 4 | 5 |  | 10 |

| 19 | 16 |

|  | 5 | 4 | 9 | 5 |  | 10 |

| 19 | 16 |

|  | 6 | 6 | 5 | 5 | 12 |

| 15 | 20 |

## Befolkningsutveckling
| Befolkningsutvecklingen i Masku kommun 1975–2020                                                             | Befolkningsutvecklingen i Masku kommun 1975–2020 | Befolkningsutvecklingen i Masku kommun 1975–2020 | Befolkningsutvecklingen i Masku kommun 1975–2020 | Befolkningsutvecklingen i Masku kommun 1975–2020 |
| --- | ------------------------------------------------ | ------------------------------------------------ | ------------------------------------------------ | ------------------------------------------------ |
| |                                                  |                                                  |                                                  |                                                  |
| År |                                                  |                                                  | Folkmängd                                        |                                                  |
| 1975 | 1975                                             |                                                  | 4 758                                            |                                                  |
| 1980 | 1980                                             |                                                  | 5 209                                            |                                                  |
| 1985 | 1985                                             |                                                  | 5 961                                            |                                                  |
| 1990 | 1990                                             |                                                  | 6 887                                            |                                                  |
| 1995 | 1995                                             |                                                  | 7 399                                            |                                                  |
| 2000 | 2000                                             |                                                  | 7 763                                            |                                                  |
| 2005 | 2005                                             |                                                  | 8 606                                            |                                                  |
| 2010 | 2010                                             |                                                  | 9 455                                            |                                                  |
| 2015 | 2015                                             |                                                  | 9 706                                            |                                                  |
| 2020 | 2020                                             |                                                  | 9 543                                            |                                                  |
| Anm: Uppgifterna avser förhållandena den 31 december nämnda år enligt områdesindelningen den 1 januari 2022. |                                                  |                                                  |                                                  |                                                  |